# Biološki pigment
Biološki pigmenti, takođe poznati jednostavno kao pigmenti ili biohromi, su supstance koje proizvode živi organizmi koji imaju boju koja je rezultat selektivne apsorpcije boje. Biološki pigmenti obuhvataju biljne pigmente i cvetne pigmente. Mnoge biološke strukture, kao što su koža, oči, perje, krzno i kosa sadrže pigmente kao što je melanin u specijalizovanim ćelijama koje se nazivaju hromatofore. Kod nekih vrsta, pigmenti se skupljaju tokom veoma dugih perioda života pojedinca.
Boja pigmenta se razlikuje od strukturne boje po tome što je ista za sve uglove gledanja, dok je strukturna boja rezultat selektivnog odbijanja ili prelivanja, obično zbog višeslojnih struktura. Na primer, krila leptira obično sadrže strukturalnu boju, iako mnogi leptiri imaju i ćelije koje sadrže pigment.

## Biološki pigmenti
Konjugovani sistemi su oblast hemije koja se bavi pigmentnim molekulima. Neke od klasa tih molekula su:
- Hem/porfirin-bazirani: hlorofil, bilirubin, hemocijanin, hemoglobin, mioglobin
- Bioluminiscentni: luciferin
- Karotenoidi:
  - Hematohromi (algalni pigmenti, smeše karotenoida i njihovih derivata)
  - Karoteni: alfa and beta karoten, likopen, rodopsin
  - Ksantofili: kantaksantin, zeaksantin, lutein
- Proteinski: fitohrom, fikobiliproteini
- Polienski enolati: klasa crvenih pigmenata jedinstvenih za papagaje
- Drugi: melanin, urohrom, flavonoidi

## Pigmenti u biljkama
Primarna funkcija pigmenata u biljkama je fotosinteza, koja koristi zeleni pigment hlorofil i nekoliko drugih pigmenata koji apsorbuju što je više moguće svetlosne energije. Ostale funkcije pigmenata u biljkama uključuju privlačenje insekata na cveće kako bi se podstaklo oprašivanje.
Biljni pigmenti obuhvataju mnoge molekule, kao što su porfirini, karotenoidi, antocijanini i betalaini. Svi biološki pigmenti selektivno apsorbuju određene talasne dužine svetlosti, a reflektuju druge.
Glavni odgovorni pigmenti su:
- Hlorofil je primarni pigment u biljkama; on je hlorin koji apsorbuje žute i plave talasne dužine svetlosti, zelene reflektuje. Prisustvo i relativno izobilje hlorofila daje biljkama njihovu zelenu boju. Sve kopnene biljke i zelene alge poseduju dve forme tog pigmenta: hlorofil a i hlorofil b. Kelpi, diatomi, i drugi fotosintetički heterokonti sadrže hlorofil c umesto b, dok crvene alge poseduju samo hlorofil a. Svi hlorofili služe kao primarna sredstva koja biljke koriste da presretnu svetlost kako bi napajale fotosintezu.
- Karotenoidi su crveni, narandžasti, ili žuti tetraterpenoidi. Tokom procesa fotosinteze, oni imaju funkcije u sakupljanju svetlosti (kao pomoćni pigmenti), u fotoprotekciji (disipaciji energije preko nefotohemijskog suzbijanja, kao i singletno uklanjanje kiseonika radi sprečavanja fotooksidativnog oštećenja), a takođe služe kao strukturni elementi proteina. U višim biljkama, oni takođe deluju kao prekursori biljnog hormona apscisinske kiseline.

Biljke generalno sadrže šest sveprisutnih karotenoida: neoksantin, violaksantin, anteraksantin, zeaksantin, lutein i β-carotene. Lutein je žuti pigment prisutan u voću i povrću, i on je najzastupljeniji karotenoid u biljkama. Likopen je crveni pigment odgovoran za boju paradajz. Drugi manje zastupljeni karotenoidi u biljkama obuhvataju lutein epoksid (u mnogim drvastim vrstama), laktukaksantin (prisutan u salati), i alfa karoten (prisutan u šargarepi). U cijanobakterijama postoje mnogi drugi karotenoidi, kao što su kantaksantin, miksoksantofil, sinehoksantin, i ehinenon. Algalni fototrofi, kao što su dinoflagelate, koriste peridinin kao pigment za ubiranje svetlosti. Dok se karotenoidi mogu naći u komleksima unutar hlorofil-vezujućih proteina, kao što su fotosintetički reakcioni centris i kompleksi ubiranja svetlosti, oni su isto tako prisutni unutar namenskih karotenodnih proteina kao što je narandžasti karotenoidni protein cijanobakterija.
- Antocijanini (doslovno „cvetno plavo”) su u vodi rastvorni flavonoidni pigmenti koji mogu da budu crvene do plave boje, u zavisnosti od . Oni se javljaju u svim tkivima viših biljaka, obezbeđujući boju u listovima, stablu biljke, korenu, cveću i plodovima, mada ne uvek u dovoljnim količinama da bi bili primetni. Antocijanini su najvidljiviji u laticama cveća mnogih vrsta.[5]

- Betalaini su crveni ili žuti pigmenti. Poput antocijanina oni su rastvorni u vodi, ali za razliku od antocijanina oni se sintetišu iz tirozina. Ova klasa pigmenata se nalazi samo u redu Caryophyllales (uključujući kaktus i amarant), i nikad se ne javlja u biljkama sa antocijaninima.[5] Betalaini su odgovorni za duboku crvenu boju cvekli.

Posebno uočljiva manifestacija pigmentacije u biljkama je u jesenjoj boji listova, što je fenomen koji pogađa normalno zeleno lišće mnogih listopadnih stabala i grmlja, pri čemu se tokom nekoliko nedelja u jesenjoj sezoni razviju različite nijanse crvene, žute, ljubičaste i smeđe boje. Hlorofil se degradira u bezbojne tetrapirole poznate kao nefluorescentni hlorofilski kataboliti (NCC). Kako se predominantni hlorofili razgrađuju, dolaze do izražaja skriveni pigmenti žutih ksantofila i narandžastog beta-karotena. Ovi pigmenti su prisutni tokom cele godine, dok su crveni pigmenti, antocijani, sintetisani de novo nakon što je oko polovine hlorofila degradirano. Aminokiseline koje se oslobađaju pri degradaciji kompleksa za ubiranje svetlosti, čuvaju se tokom zime u korenu drveta, granama i stabljikama do sledećeg proleća kada se recikliraju da bi stablo ponovno olistalo.

## Pigmenti u životinjama
Pigmentaciju koriste mnoge životinje za zaštitu, kao sredstvo za kamuflažu, mimikriju ili kao boju upozorenja. Neke životinje, uključujući ribe, vodozemce i glavonošce, koriste pigmentisane hromatofore kako bi osigurale kamuflažu koja varira da bi se uskladila sa pozadinom. Pigmentacija se koristi za signaliziranje između životinja, kao što su udvaranje i reproduktivno ponašanje. Na primer, neki glavonošci koriste svoje hromatofore da komuniciraju.
Fotopigment rodopsin presreće svetlost u prvom koraku percepcije svetlosti. Pigmenti kože kao što je melanin mogu zaštititi tkivo od opekotina od sunca ultraljubičastim zračenjem. Neke biološke strukture kod životinja, kao što su hem grupe koje pomažu u prenosu kiseonika u krvi, obojene su kao rezultat njihove strukture. Njihova boja nema zaštitnu ili signalizacionu funkciju.

### Bolesti i stanja
Postoje razne bolesti i abnormalna stanja koja obuhvataju pigmentaciju kod ljudi i životinja, bilo zbog odsustva ili gubitka pigmentacije ili pigmentnih ćelija, ili zbog prekomerne proizvodnje pigmenta.
- Albinizam je nasledni poremećaj karakterisan potpunim ili delimičnim gubitkom melanina. Ljudi i životinje koje pate od albinizma nazivaju se „albinistima” (termin „albino” se isto tako ponekad koristi, mada se može smatrati uvredljivim kada se primenjuje na ljude).
- Lamelarna ihtioza, koja se naziva i „bolest ribljih krljušti”, je nasledno stanje u kojem je jedan od simptoma višak proizvodnje melanina. Koža je tamnija nego što je normalno, i karakterisana je zatamnjenim, ljuskavim, suvim mrljama.
- Melazma je stanje u kojem se na licu pojavljuju tamno smeđe pigmentne mrlje, pod uticajem hormonskih promena. Kada se javi tokom trudnoće, ovo stanje se naziva maska trudnoće.
- okularna pigmentacija je akumulacija pigmenta u oku, i može da bude uzrokovana lekom latanoprost.[10]
- Vitiligo je stanje u kome dolazi do gubitka ćelija koje proizvode pigment, zvanih melanociti, u delovima kože.

### Pigmenti u morskim životinjama

#### Karotenoidi i karotenoproteini
Karotenoidi su najčešća grupa pigmenata koji se nalaze u prirodi. Preko 600 različitih vrsta karotenoida se nalazi u životinjama, biljkama i mikroorganizmima.
Životinje nemaju sposobnost pravljenja sopstvenih karotenoida i stoga se oslanjaju na biljke za ove pigmente. Karotenoproteini su naročito česti kod morskih životinja. Ovi kompleksi su odgovorni za različite boje (crvene, ljubičaste, plave, zelene itd.) koje morski beskičmenjaci koriste za ritual parenja i za kamuflažu. Postoje dva glavna tipa karotenoproteina: tip A i tip B. Tip A obuhvata karotenoide (hromogen) koji su stehiometrijski povezani sa jednostavnim proteinom (glikoproteinom). Drugi tip, tip B, obuhvata karotenoide koji su povezani sa lipoproteinom i obično su manje stabilni. Dok se tip A obično nalazi na površini (školjke i kože) morskih beskičmenjaka, tip B se obično nalazi u jajima, jajnicima i krvi. Boje i karakteristična apsorpcija ovih karotenoproteinskih kompleksa zasnivaju se na hemijskom vezivanju hromogena i proteinskih podjedinica.
Na primer, plavi karotenoprotein, linkijacijanin sadrži oko 100-200 molekula karotenoida po svakom kompleksu. Pored toga, funkcije ovih kompleksa pigmentnih proteina takođe menjaju svoju hemijsku strukturu. Karotenoproteini koji su unutar fotosintetske strukture su češći, ali komplikovani. Pigmentno-proteinski kompleksi koji su izvan fotosintetskog sistema su ređi, i imaju jednostavniju strukturu.
Uobičajeni karotenoid kod životinja je astaksantin, koji daje purpurno-plavi i zeleni pigment. Boja astaksantina nastaje stvaranjem kompleksa sa proteinima u određenom redosledu. Na primer, krustohrin ima oko 20 molekula astaksantina vezanih za protein. Kada kompleksi formiraju eksciton-ekciton interakcije, dolazi do smanjenja maksimuma apsorbancije, čime se menja boja različitih pigmenata.
Kod jastoga postoje različiti tipovi kompleksa astaksantin-proteina. Prvi je krustacijanin (maksimalno 632 nm), škriljasto-plavi pigment koji se nalazi u oklopu jastoga. Drugi je krustohrin (maksimalno 409 nm), žuti pigment koji se nalazi na spoljnjem sloju karapaksa. Na kraju, lipoglikoprotein i ovoverdin formiraju svetlo zeleni pigment koji je obično prisutan u spoljašnjim slojevima karapaksa i jajima jastoga.

## Spoljašnje veze
- Ernest Ingersoll (1920). „Color in Plants”. Encyclopedia Americana.
- John Merle Coulter (1905). „Color, in Plants”. New International Encyclopedia.